# Campionati mondiali di taekwondo 1982
I Campionati mondiali di taekwondo 1982 sono stati la 5ª edizione dei campionati mondiali di taekwondo, organizzati dalla World Taekwondo Federation, e si sono svolti a Guayaquil, in Ecuador, dal 24 al 27 febbraio 1982.

## Medagliati
| Specialità | Oro                           | Argento                   | Bronzo                                                        |
| -48 kg     | José Cedeño Ecuador           | César Rodríguez Messico   | Emilio Azofra Spagna / Dae-Sung Lee Stati Uniti               |
| 52 kg      | Jeon Woong-Hwan Corea del Sud | Su Chenchia Taiwan        | Fernando Celada Cruz Messico / Turgay Ertugrul Germania Ovest |
| 56 kg      | Kim Yong-Ki Corea del Sud     | Jesús Benito Spagna       | Chung-Sik Choi Stati Uniti / Jimmy de Fretes Paesi Bassi      |
| 60 kg      | Jang Myeong-Sam Corea del Sud | Ignacio Blanco Messico    | Kao Minglu Taiwan / Raffaele Marchione Italia                 |
| 64 kg      | Park Oh-Sung Corea del Sud    | Juan Rosales Spagna       | Philipe Bouedo Francia / Alfonso Qahhaar Stati Uniti          |
| 68 kg      | Park Cheon-Jae Corea del Sud  | Óscar Mendiola Messico    | José Alonso Spagna / Lindsay Lawrence Regno Unito             |
| 73 kg      | Jeong Kook-Hyun Corea del Sud | Duvan Canga Ecuador       | Francisco Garrido Spagna / Helmut Gärtner Germania Ovest      |
| 78 kg      | Kim Sang-Chun Corea del Sud   | Rashid Hassan Bahrein     | Javier Mayen Messico / Earl Taylor Stati Uniti                |
| 84 kg      | Ha Yong-Seong Corea del Sud   | Medhat Mansy Fahim Egitto | Ireno Fargas Spagna / Ben Oude Luttikhuis Paesi Bassi         |
| 84 kg      | Dirk Jung Germania Ovest      | Kim Royce Stati Uniti     | Rafael Devesa Spagna / Dario Scalella Italia                  |

## Medagliere
| Posizione | Paese          | Oro | Argento | Bronzo | Totale |
| --------- | -------------- | --- | ------- | ------ | ------ |
| 1         | Corea del Sud  | 8   | 0       | 0      | 8      |
| 2         | Ecuador        | 1   | 1       | 0      | 2      |
| 3         | Germania Ovest | 1   | 0       | 2      | 3      |
| 4         | Messico        | 0   | 3       | 2      | 5      |
| 5         | Spagna         | 0   | 2       | 5      | 7      |
| 6         | Stati Uniti    | 0   | 1       | 4      | 5      |
| 7         | Taiwan         | 0   | 1       | 1      | 2      |
| 8         | Bahrein        | 0   | 1       | 0      | 1      |
| 8         | Egitto         | 0   | 1       | 0      | 1      |
| 10        | Italia         | 0   | 0       | 2      | 2      |
| 10        | Paesi Bassi    | 0   | 0       | 2      | 2      |
| 12        | Francia        | 0   | 0       | 1      | 1      |
| 12        | Regno Unito    | 0   | 0       | 1      | 1      |
|           | TOTALE         | 10  | 10      | 20     | 40     |